# RuViChe
RuViChe是韓國S-Media Solution Entertainment旗下的四人女子trot團體，成員包括Yoon Hanvi、Minso、Hong Zywon、Oh Sua，於2023年3月23日推出首張單曲《Minsu of Delivery》正式出道。2024年1月29日，組合宣佈更換新成員，成員包括Minso、Danbee、Inhye、Jiyeon、Eunhasu。

## 團體資料
RuViChe是將ruby（寶石)和 luce（意大利語中的光）組合在一起、意思是他們想成為小跑世界中的一顆發光的寶石。

## 成員資料
| 成員列表 | 成員列表 | 成員列表     | 成員列表 | 成員列表    | 成員列表        | 成員列表       |
| 藝名     | 藝名     | 本名         | 本名     | 本名        | 出生日期 出生地 | 隊內擔當       |
| 英文     | 韓文     | 中文漢字譯名 | 韓文     | 羅馬拼音    | 出生日期 出生地 | 隊內擔當       |
| -------- | -------- | ------------ | -------- | ----------- | --------------- | -------------- |
| Minso    | 민소     | 裴珉昭       | 배민소   | Bae Minso   | 1993年3月26日 · | 隊長，主唱     |
| Danbee   | 단비     | 郭丹妃       | 곽단비   | Gwak Danbee | 1994年1月6日 ·  | 主唱，主舞     |
| Inhye    | 인혜     | 崔賢惠       | 최인혜   | Choi Inhye  | 1994年4月25日 · | 副主唱，副主舞 |
| Jiyeon   | 지연     | 姜志妍       | 강지연   | Kang Jiyeon | 1996年4月17日 · | 主唱，主舞     |
| Eunhasu  | 은하수   | 林恩秀       | 임은하수 | Lim Eunhasu | 1999年3月23日 · | 主唱，忙內     |

## 發展歷程

### 出道前
Hanvi是一名賽車模特、幼兒園老師、電台DJ和兒童健身教練。
Hanbi是SK BTV착한 프로그램-솔선수범的MC。
Hanbi在2005年10月14日至16日舉行的冠軍賽車女孩大賽中作為模特首次亮相。
Sua是曾經trot組合ViViChu的成員。
Sua曾於2008年8月21日以solo身份出道，當時藝名為Zudy。於2022年以누나처럼回歸時將藝名更改為本名。
Miso曾於2018年7月31日以單曲“불면증 (Insomnia)”作為solo出道。
Jiwon是模特女子組合OH!Venus的一員，也是一名賽車模特兒。

### 2024年
去年3月以單曲《Baedal's Minsu》出道的組合2024年以全新五人女子團體組合以新曲《Baedal's Minsu》回歸，並於3月11日發行了新歌《I Saw ginseng》。
Rubyche表示：“新歌《I Saw ginseng》是一首充滿了Rubyche特有的歡快明亮能量的歌曲，旋律活潑，中間充滿了Techno感性，透過音樂也能感受到音樂的感覺。
現在為了慶祝新的春天，他們計劃與新歌曲一起出現在廣播、廣播和各種當地節日舞台上，並且還計劃於5月初在大邱EXCO舉辦由S Media Solutions主辦的表演。

## 音樂作品

### 數位單曲
| 單曲 # | 單曲資料                                                     | 曲目                      |
| ------ | ------------------------------------------------------------ | ------------------------- |
| 1st    | 《Minsu of Delivery》 - 發行日期：2023年3月23日 - 語言：韓語 | 曲目 1. Minsu of Delivery |
| 2nd    | 《I saw ginseng》 - 發行日期：2024年3月11日 - 語言：韓語     | 曲目 1. I saw ginseng     |

## 外部連結
- RuViChe的Instagram帳戶
- RuViChe的TikTok
- YouTube上的RuViChe頻道

個人連結
- Minso的Instagram帳戶
- Danbee的Instagram帳戶
- Inhye的Instagram帳戶
- Jiyeon的Instagram帳戶
- Eunhasu的Instagram帳戶